# Saint-Paul-en-Pareds
Saint-Paul-en-Pareds é uma comuna francesa na região administrativa da Pays de la Loire, no departamento de Vendéia. Estende-se por uma área de 12,32 km². Em 2010 a comuna tinha 1 367 habitantes (densidade: 111 hab./km²).